# دهر الطلائع
دهر الطلائع أو الحياة الأولية أو الحياة المبكرة (باللاتينية: Proterozoic)، (بالإغريقية: próteros = πρότερος = «مبكر، أول» - zoikos = ζῶον = «حياة»)  وهو ثالث دهور الزمن الجيولوجي، وهو الأخير من دهور عصر ما قبل الكمبري. ويعتبر أطول الدهور، أمتد من 2500 إلى 538.8  ± 0.6 مليون سنة مضت، لمدة 1961.2 مليون سنة تقريبا. كانت فترته من زمن ظهور الأكسجين في الغلاف الجوي للأرض إلى قبل أن تنتشر الحياة المعقدة على الأرض (مثل مفصليات ثلاثية الفصوص أو المرجان). وانتشرت فيه الحياة المائية البسيطة على هيئة ميكروبات وكائنات وحيدة الخلية، تميزت تلك الكائنات بإنتاجها للأكسجين. ومن ابرز الأحداث في هذا الدهر:
- تكوّن الأكسجين في الغلاف الجوي خلال حقبة الطلائع الوسطى (1,600 - 1,000 مليون سنة مضت).
- العديد من التجلد، بما فيها الكرة الأرضية الثلجية الافتراضية خلال العصر الكرايوجيني في أواخر حقبة الطلائع الحديثة (1,000 - 541 مليون سنة مضت).
- العصر الإدياكاري (635-541 مليون سنة مضت) الذي يتميز في تطور الكائنات الرخوية المتعددة الخلايا.

## السجل الجيولوجي
إن السجل الجيولوجي لدهر الطلائع أكثر اكتمالاً من سجل الدهر السحيق الذي يسبقه. وعلى نقيض الدهر السحيق من رواسب المياه العميقة، فإن دهر الطلائع يتميز الطبقات الواقعة في البحار الداخلية الضحلة، وعلاوة على ذلك، فإن العديد من تلك الصخور أقل تحولا من التي في السحيق، والكثير منها لم يتغير.:315 وقد بينت الدراسات على أن صخور هذا الدهر قد استمرت في توسع قاري هائل بدأ متأخرا في الدهر السحيق. وفي دهر الطلائع أيضا أول دورة للقارة العظمى وحركة تكون جبل حديث كامل.:315–18, 329–32
أثبتت الدلائل أن أول تجلد كان قد وقع خلال دهر الطلائع، وكان حدوثة بعد فترة وجيزة من بداية هذا الدهر، وتبين الدلائل أنها لا تقل عن أربعة تجلدات وقعت في نهاية هذا الدهر خلال حقبة الطلائع الحديثة، ربما وصلت ذروتها مع الكرة الثلجية المفترضة خلال الغمر الجليدي الستورتي والمارينوي.:320–1, 325

## تراكم الأكسجين

تراكم الأكسجين في الغلاف الجوي للأرض. تمثل الخطوط الحمراء والخضراء نطاق تقديرات الأكسجين بينما يقاس الوقت بمليارات السنين (Ga).
- المرحلة الأولى (3.85–2.45 م.س مضت): عمليا لا يوجد أكسجين في الجو. كما أن المحيطات تخلو بشكل كبير من الأكسجين باستثناء المحيطات الضحلة تقريبا.
- المرحلة الثانية (2.45–1.85 م.س مضت): ينتج الأكسجين ويرتفع إلى 0.02 و 0.04 جو لكن تمتصه المحيطات وصخور قاع البحر.
- المرحلة الثالثة (1.85–0.85 م.س مضت): تتشبع المحيطات بالأكسجين، ينطلق للغلاف الجوي بكميات كبيرة، وتؤدي أكسدة سطح الأرض إلى تكوين طبقة الأوزون. ولايوجد تغير في مستوى الأكسجين.
- المراحل 4 (0.85 م.س مضت وحتى الآن): يتراكم الأكسجين في الغلاف الجوي حتى يصل إلى المستوى الحالي.
(ملاحظة: م.س = مليار سنة)

أهم حدث في دهر الطلائع هو تراكم الأكسحين في الغلاف الجوي. بما أن البحوث تشير أن الأكسحين قد تكون عن طريق التركيب الضوئي خلال الدهر السحيق إلا أنها لم تصل إلى درجة ملاحظة حتى امتلأت الأحواض المعدنية الغير مؤكسدة للكبريت والحديد. أي حتى قبل نحو 2.3 مليار سنة، كانت نسبة الأكسجين فقط من 1% - 2% من نسبته الحالية.:323 انتشرت طبقات الحديد التي أمدت العالم بالحديد الخام، وهذه أحد علامات عملية تخزين المعادن التي كانت تستهلك الأكسجين في تأكسدها. وتوقف تراكم الأكسجين قبل 1.9 مليار سنة، بعد تأكسد جميع الحديد في المحيطات.:324
تشير الطبقات الحمراء التي تلونت بسبب الهيماتيت إلى زيادة نسبة الأكسجين في الغلاف الجوي قبل ملياري سنة، ولا توجد تشكيلات كبيرة لأكسيد الحديد في الصخور القديمة.:324 ربما يعود سبب تراكم الأكسجين إلى عاملين: امتلاء الأحواض الكيميائية، والزيادة في دفن الكربون التي عزلته المركبات العضوية وإلا تأكسد بسبب الغلاف الجوي.:325

## مراحل الالْتِقاءِ التَّكْتُونِيّ
كانت فترة دهر الطلائع أكثر فترة في تاريخ الأرض تنشط فيه الحركة التكتونية. وقد توافقت المرحلة الزمنية الممتدة من أواخر الدهر السحيق وحتى بداية دهر الطلائع مع فترة زيادة دوران القشرة الأرضية، التي تدل على ظاهرة الاندساس. وكانت وفرة الجرانيت القديم دليلا على هذا النشاط المتزايد للاندساس، حيث أنه تكون بعد 2.6 مليار سنة. يوضح مظهر صخور الأكلوجيت المتحولة التي نشأت تحت ضغط عالي (> 1 غيغا باسكال) استخدام نموذج الاندماج الاندساسي. تشير ندرة صخور الأكلوجيت في الدهر السحيق إلى أن الظروف في ذلك الوقت لم تكن جيدة لتشكيل تحول صخري عالي الدرجة وبالتالي لم تحقق نفس مستويات الاندساس الذي يحدث في دهر الطلائع. ونتيجة لانصهار القشرة المحيطية البازلتية بسبب الاندساس، فقد نمت انوية القارات الأولى بشكل كبير يجعلها تتحمل عمليات دوران القشرة الأرضية. إن الاستقرار التكتوني الطويل لهذه الكراتونات هو السبب في أن القشرة القارية تضل على ماهي عليها بضعة مليارات من السنين. ومن المحتمل أن 43% من القشرة القارية الحديثة تشكلت في دهر الطلائع، و 39% تشكلت في الدهر السحيق، وفقط 18% في دهر البشائر. تشير دراسات إلى أن تكون القشرة حدث بشكل أستطرادي. من خلال الحساب النظائري لعمر صخور الجرانيت من دهر الطلائع وتبين أن هناك عدة مراحل من الزيادة السريعة في تكون القشرة القارية. ولا يعرف سبب هذه الزيادة ولكن يبدو أنها انخفضت في المعدل بعد كل عصر.

## التاريخ التكتوني (القارات العظمى)
تثير ظاهرة الاصطدام والتصدع بين القارات التساؤل عن كيف كانت حركة الكراتونات في الدهر السحيق لكي تشكل قارات دهر الطلائع. لقد سمحت آليات التأريخ بواسطة المغناطيسية القديمة وعلم الجيولوجيا بفك رموز تكتونيات ما قبل الكمبري. من المعروف أن العمليات التكتونية لدهر الطلائع مشابهة جدا لظاهرة النشاط التكتوني كأحزمة تكون الجبال أو تجمعات الاوفيوليت، التي نراها اليوم. بالتالي، فإن معظم الجيولوجيين يستنتجون أن الأرض كانت نشطة في ذلك الوقت. ومن المسلم به أيضًا أنه خلال عصر ما قبل الكمبري مرت الأرض بعدة دورات تفكك وبناء قارات عظمى (دورة ويلسون).
في أواخر دهر الطلائع (الأحدث)، كانت القارة العظمى المهيمنة هي رودينيا (~1000-750 مليون سنة مضت). كانت تتألف من سلسلة قارات مرتبطة بكراتون مركزي يشكل جوهر قارة أمريكا الشمالية وتسمى لورنتيا. أحد الأمثلة لعمليات بناء الجبال المتعلقة ببناء رودينيا هي تجبل غرينفيل الموجودة في شرق أمريكا الشمالية. تشكلت رودينيا بعد تفكك قارة كولومبيا العظمى وقبل تشكل قارة غندوانا العملاقة (~ 500 مليون سنة مضت). إن تحديد حدث بناء الجبال المتعلق بتشكل غندوانا هو تصادم كل من أفريقيا، وجنوب أمريكا، وأنتاركتيكا وأستراليا لتشكل جبال الاتحاد الأفريقي.
كانت قارة كولومبيا العظمي هي السائدة في بداية دهر الطلائع، ولا يوجد معلومات كثيرة عن التجمعات القارية قبل ذلك. هناك عدد قليل من النماذج المعقولة التي تفسر تكتونيات الأرض القديمة قبل كولومبيا، لكن النظرية الحالي المقبولة هي أنه قبل كولومبيا لم يكن هناك سوى عدد قليل من تشكيلات الكراتون المستقلة والمنتشرة في جميع أنحاء الأرض (وليست بالضرورة تشكل قارة عظمى مثل رودينيا أو كولومبيا).

## الحياة
تزامن وجود أول حقيقيات نوى وحيدة الخلية المتطورة وكذلك متعددة الخلايا كأحافير فرنسافيليا، مع بداية تراكم الأكسجين الحر. قد يكون هذا بسبب زيادة النترات المؤكسدة التي تستخدمها حقيقيات النوى، بدلا من البكتيريا الزرقاء.:325 وخلال دهر الطلائع أيضا كانت أول علاقة تكافلية بين الميتوكوندريا (الموجودة في جميع حقيقيات النوى تقريبا) والبلاستيدات الخضراء (الموجودة فقط في النباتات وبعض الطلائعيات) وقد تطورت استضافتهما.:321–2
لم يمنع ازدهار حقيقيات النوى كالأكريتارك من انتشار البكتيريا الزرقاء. وفي الواقع، خلال دهر الطلائع بلغت الستروماتوليت أعلى وفرة وتنوع لها، تقريبا قبل 1200 مليون سنة.:321–3
كلاسيكيا، وضعت الحدود الفاصلة بين دهر الطلائع ودهر البشائر في قاعدة العصر الكمبري عندما ظهرت أول حفريات للحيوانات مثل ثلاثية الفصوص والقدحيات البدائية. في النصف الثاني من القرن العشرين، عثر على عدد من حفريات في صخور دهر الطلائع، لكن بقيت الحدود العليا لدهر الطلائع ثابتة عند قاعدة الكمبري، والتي حددت في 541 مليون سنة مضت.

## الأقسام الفرعية
تم تعريف حدوده هذا الدهر زمنياً ولا يُشار إليه بمستوى معين لطبقة صخرية على الأرض، باستثناء العصر الإدياكاري الأخير في هذا الدهر الذي تم تعريف حدوده طبقيا. وقد تم تقسيم دهر الطلائع كالتالي:
| الدهر   | الحقبة          | العصر       | أهم الأحداث | البداية (م.س.مضت) |
| ------- | --------------- | ----------- | --- | ----------------- |
| البشائر | الحياة القديمة  | الكمبري     | أحدث | أحدث              |
| الطلائع | الطلائع الحديثة | الإدياكاري  | - أحداث جيولوجية: تكون جبال تاكونيك في أمريكا الشمالية. تكون سلسلة ارافالي [الإنجليزية] في شبه القارة الهندية. بداية تكون جبال عموم أفريقيا، مما أدى إلى تكوين قارة بانوتيا العملاقة القصيرة العمر في العصر الإدياكاري، والتي انقسمت بحلول نهاية العصر إلى لورنشيا، وبلطيقيا، وسيبيريا، وغندوانا. بداية تكون جبال بيترمان [الإنجليزية] في القارة الاسترالية. تكون جبال بيردمور في القارة القطبية الجنوبية قبل (633 - 620 مليون سنة). تشكل طبقة الأوزون. زيادة مستويات المعادن في المحيطات. - أحداث حيوية : أحافير بحالة جيدة لحيوانات بدائية. ازدهار الحيويات الإدياكارية واتنتشارها بجميع البحار، وربما ظهرت بعد انفجار، أو بسبب حدث أكسدة كبير. ظهور حيوانات الفيندوبيونتا (تقارب غير معروف بين الحيوانات)، واللاسعات، وثنائيات التناظر. تشمل حيوانات الفينودوزوان الغامضة العديد من المخلوقات الهلامية اللينة على شكل أكياس أو أقراص أو لحاف (مثل الديكينسونيا). آثار حفرية بسيطة قد تكون لشبيهات الدودة مثل جحور تريبتكنوس وغيرها.                                                                               | ≈635              |
| الطلائع | الطلائع الحديثة | الكرايوجيني | - أحداث جيولوجية: قد يكون عصر "الكرة الأرضية الثلجية". أواخر التناقص التدريجي لتكون جبال روكر/نيمرود في القارة القطبية الجنوبية. - أحداث حيوية : لاتزال الأحافير نادرة. ظهور حفريات حيوانية غير مثيرة للجدل. ظهور الفطريات الأرضية والنباتات الملتوية الافتراضية. | ≈720              |
| الطلائع | الطلائع الحديثة | التوني      | - أحداث جيولوجية: حدوث التجمع النهائي للقارة العظمى رودينيا في أوائل العصر التوني، مع بداية الانفصال منذ حوالي 800 مليون سنة. انتهى تكون جبال سفكونورويجيان. تناقص تدريجي لتكون جبال جرينفيل في أمريكا الشمالية. تكون بحيرة روكر/نيمرود في القارة القطبية الجنوبية قبل (1,000 ± 150 مليون سنة). تكون جبال إدمونديان (920 - 850 مليون سنة مضت) في مجمع غازكوين غرب استراليا. بداية ترسب حوض أديلايد العظيم وحوض سنتراليان العظيم في القارة الأسترالية. - أحداث حيوية : أول الحيوانات الافتراضية (من البعديات الصحيحة) وطبقات الطحالب الأرضية. ظهور العديد من الأحداث التكافلية الداخلية المتعلقة بالطحالب الحمراء والخضراء، التي تنقل البلاستيدات إلى الطحالب الداكنة (مثل الدياتومات والطحالب البنية) والسوطيات الدوارة ومخفيات النبت ولمسيات النبت والطحالب الحنديرية (ربما بدأت الأحداث في حقبة الطلائع الوسطى) في حين ظهرت أيضًا أولى الريتاريات (مثل المثقبات): تنوع حقيقيات النوى بسرعة، بما في ذلك الطحالب والحيوانات حقيقية النوى وأشكال التمعدن الحيوي. وجود أثار حفريات بسيطة لحقيقيات النوى متعددة الخلايا. | 1000              |
| الطلائع | الطلائع الوسطى  | الستني      | - أحداث جيولوجية: أحزمة ضيقة جدا لصخور متحولة بسبب تكون الجبال عندما تشكلت القارة العظمى رودينيا، المحاطة بالمحيط الأفريقي. بداية تكون جبال سفكونورويجيان. احتمال بداية التكون المـتأخر لجبال روكر/نيمرود في القارة القطبية الجنوبية. تكون جبال وكتلة مسجريف وسط استراليا (تقريبا 1080 مليون سنة مضت). - أحداث حيوية : تناقص الستروماتوليت مع تكاثر الطحالب. | 1200              |
| الطلائع | الطلائع الوسطى  | الإكتاسي    | - أحداث جيولوجية: استمرار توسع أغطية الرواسب البركانية. تكون جبال جرينفيل في أمريكا الشمالية. تفكك قارة كولومبيا العملاقة. - أحداث حيوية : نشأت مستعمرات الطحالب الخضراء في البحار. | 1400              |
| الطلائع | الطلائع الوسطى  | الكالمي     | - أحداث جيولوجية: توسع غطاء الرواسب البركانية. تكون جبال باراموندي عند حوض مكارثر في أستراليا الشمالية، وتكون جبال أيسان (تقريبا 1,600 مليون سنة مضت). وتكون كتلة جبل إيزا، كوينزلاند. - أحداث حيوية : ظهور البلاستيديات العتيقة (أول كائنات حقيقية النواة تحتوي على بلاستيدات من البكتيريا الزرقاء؛ مثل الطحالب الحمراء والخضراء) وخلفيات السوط (التي أدت إلى ظهور أول الفطريات والبعديات الصحيحة). بدأت الاكريتارك (ربما بقايا الطحالب البحرية) في الظهور في السجل الأحفوري. | 1600              |
| الطلائع | الطلائع القديمة | الستاثري    | - أحداث جيولوجية: نشوء قارة كولومبيا العملاقة باعتبارها ثاني أقدم قارة عظمى بلا منازع. نهاية تكون جبال كيمبان في القارة الاسترالية. تكون جبال يابنكو على راسخة يلجارن غرب أستراليا. تكون جبال مانجارون قبل (1,680 - 1,620 مليون سنة) في غازكوين غرب أستراليا. تكون جبال كاراران (1,650 مليون سنة مضت) في راسخة جولر جنوب أستراليا. - أحداث حيوية : أول ظهور لحقيقيات النوى الغير المثيرة للجدل: الطلائعيات ذات النوى ونظام الغشاء الداخلي. انخفاض مستويات الأكسجين مرة أخرى. | 1800              |
| الطلائع | الطلائع القديمة | الأوروسيري  | - أحداث جيولوجية: تكون حوضي فريدفورت وسودبوري بسبب اصطدام كويكب. الكثير من تكون الجبال. تكون جبال بينوكان وترانس هودسون في أمريكا الشمالية. تكون حديث لجبال روكر في القارة القطبية الجنوبية (تقريبا 2,000 - 1,700 مليون سنة مضت). تكون جبال وتضاريس جلنبر في قارة أستراليا (تقريبا 2,005 - 1,920 مليون سنة مضت). تكون جبال كيمبان، بداية راسخة جولر في القارة الاسترالية. - أحداث حيوية : أصبح الأكسجين متوفر في غلاف الأرض الجوي خلال ظهور المزيد من ستروماتوليت البكتيريا الزرقاء. | 2050              |
| الطلائع | الطلائع القديمة | الرياسي     | - أحداث جيولوجية: تشكل تجمع براكين بوشفيلد [الإنجليزية]. غمر جليدي الهيوروني. تفكك قارة كينورلاند العظمى. - أحداث حيوية : أول كائنات حقيقية النواة افتراضية. كائنات فرانسفيلية الحية [الإنجليزية] متعددة الخلايا. | 2300              |
| الطلائع | الطلائع القديمة | السيدري     | - أحداث جيولوجية: تكون جبال سليفورد في راسخة جولر في القارة الاسترالية خلال (2,440 - 2,420 مليون سنة مضت). - أحداث حيوية : زيادة الأكسجين وحدث الأكسدة الكبير (بسبب البكتيريا الزرقاء). | 2500              |
| السحيق  | السحيقة الحديثة | أقدم        | أقدم | أقدم              |